# Pius II.

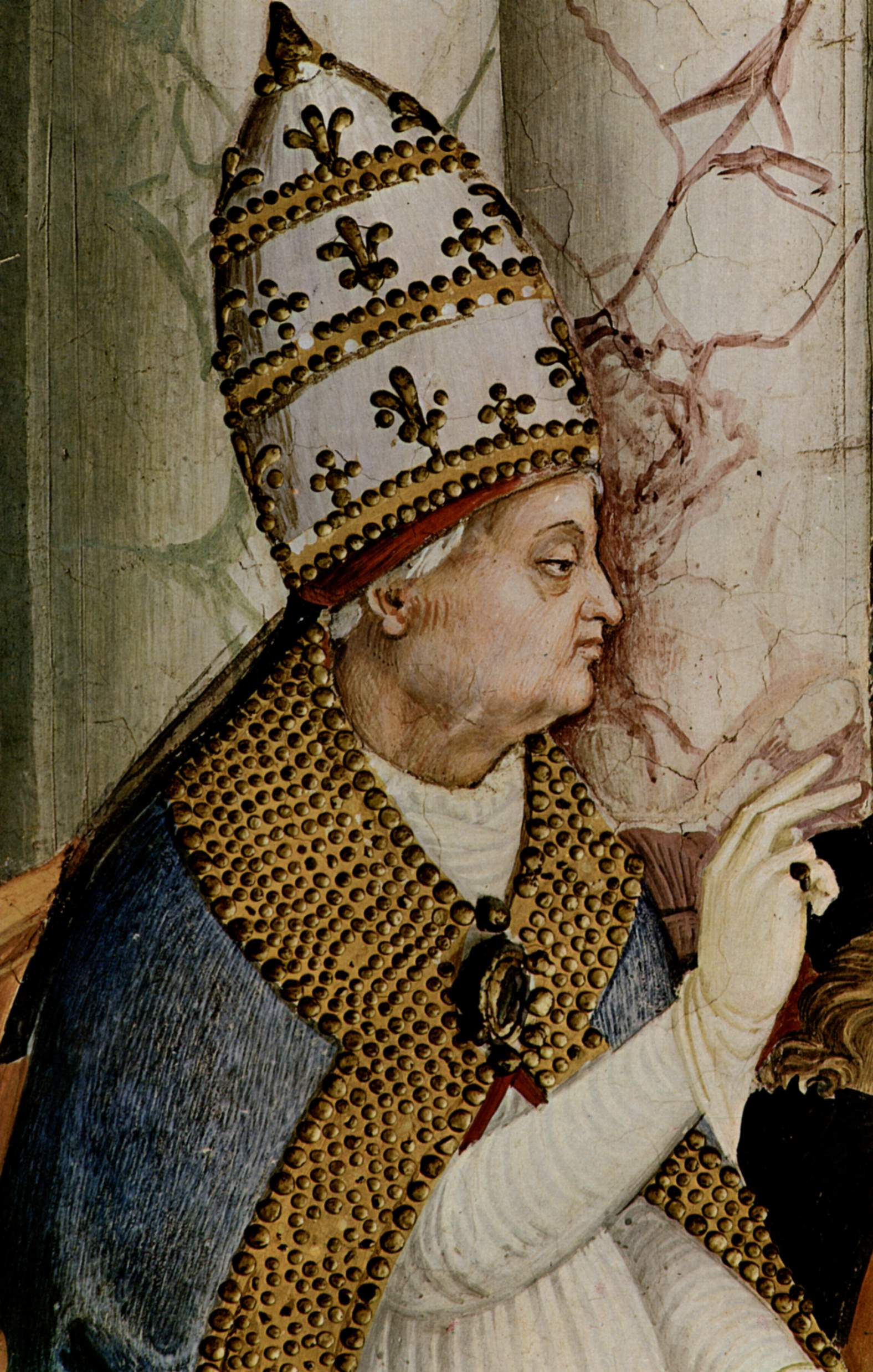
Pinturicchio: Papst Pius II.

Papstwappen Pius’ II. (modernes Schema)

Pius II. (bürgerlich Enea Silvio Piccolomini, lateinisch Aeneas Silvius Piccolomini., auch Eneas Sylvius usw.; ursprünglich: Enea Silvio Bartolomeo (de’) Piccolomini (de Senis). * 18. Oktober 1405 in Corsignano, nach ihm Pienza genannt, bei Siena; † 14. August 1464 in Ancona) war von 1458 bis 1464 Papst der römisch-katholischen Kirche.
Er war ein bedeutender Humanist, Schriftsteller, Historiker, Poet und Gelehrter sowie Verehrer Boccaccios.

## Leben

### Herkunft
Aeneas Silvius Piccolomini war Sohn des Silvio Piccolomini und der Vittoria Forteguerri. Er selbst gab als seinen Geburtstag den 18. Oktober an, das Fest des Evangelisten Lukas.

### Kirchlicher Werdegang
Vor seiner kirchlichen Laufbahn führte Enea Silvio Piccolomini ein Leben als Dichter und Lebemann und war in seinem Wirken ebenso widersprüchlich wie später als Papst.
Der humanistisch gebildete Jurist und Poet nahm 1432 als Begleiter von Kardinal Domenico Capranica am Basler Konzil teil. Dort hatte er die Funktion eines Verteidigers und gehörte zur Partei der Konziliaristen. Im September 1432 reiste er als Sekretär von Fürstbischof Nikodemus della Scala von Freising zum Frankfurter Fürstentag und blieb bis Januar 1433 in dessen Diensten. Im Jahr 1435 traf er mit Jakob I. in Schottland zusammen, wie er in seinem Werk De Europa erwähnt. 1440 wurde Piccolomini Sekretär des Gegenpapstes Felix V. und war ab 1442 Gesandter des Konzils am Frankfurter Reichstag. Anfang 1443 trat er in den Dienst König Friedrichs III., der weiterhin Papst Eugen IV. unterstützte. Piccolomini nahm nun eine neutrale Position ein. Die Zeit bis 1445 verbrachte er vornehmlich am Hof des nachmaligen Kaisers in Wiener Neustadt und Graz, unter anderem als königlicher Sekretär. Friedrich III. schätzte seine Dienste sowie seine lockeren Verse und erklärte ihn mit der Dichterkrone zum „poeta laureatus“. An der Universität Wien hielt Piccolomini während dieser Zeit Vorlesungen über die Dichter der Antike und übte damit einen bedeutenden Einfluss auf den deutschen Humanismus aus. Friedrich III. betraute ihn mit wichtigen diplomatischen Aufgaben; Piccolomini bereitete die Kaiserkrönung Friedrichs III. in Rom vor und führte ihm Eleonore von Portugal als Braut zu (1452).
Inzwischen war Piccolomini in den geistlichen Stand gewechselt (Empfang der niederen Weihen 1445, der Priesterweihe 1447). Persönlich ging mit diesem Wechsel seit 1445 eine effektvoll stilisierte Lebenswende zu Priestertum und Askese einher („Aeneam rejicite, Pium suscipite“), die aber keinerlei Abkehr von humanistischer Autorschaft nach sich zog.
Von 1444 bis 1447 war er Pfarrer im Dekanat Aspach, welches er vom Passauer Bischof Leonhard von Laiming verliehen erhielt.

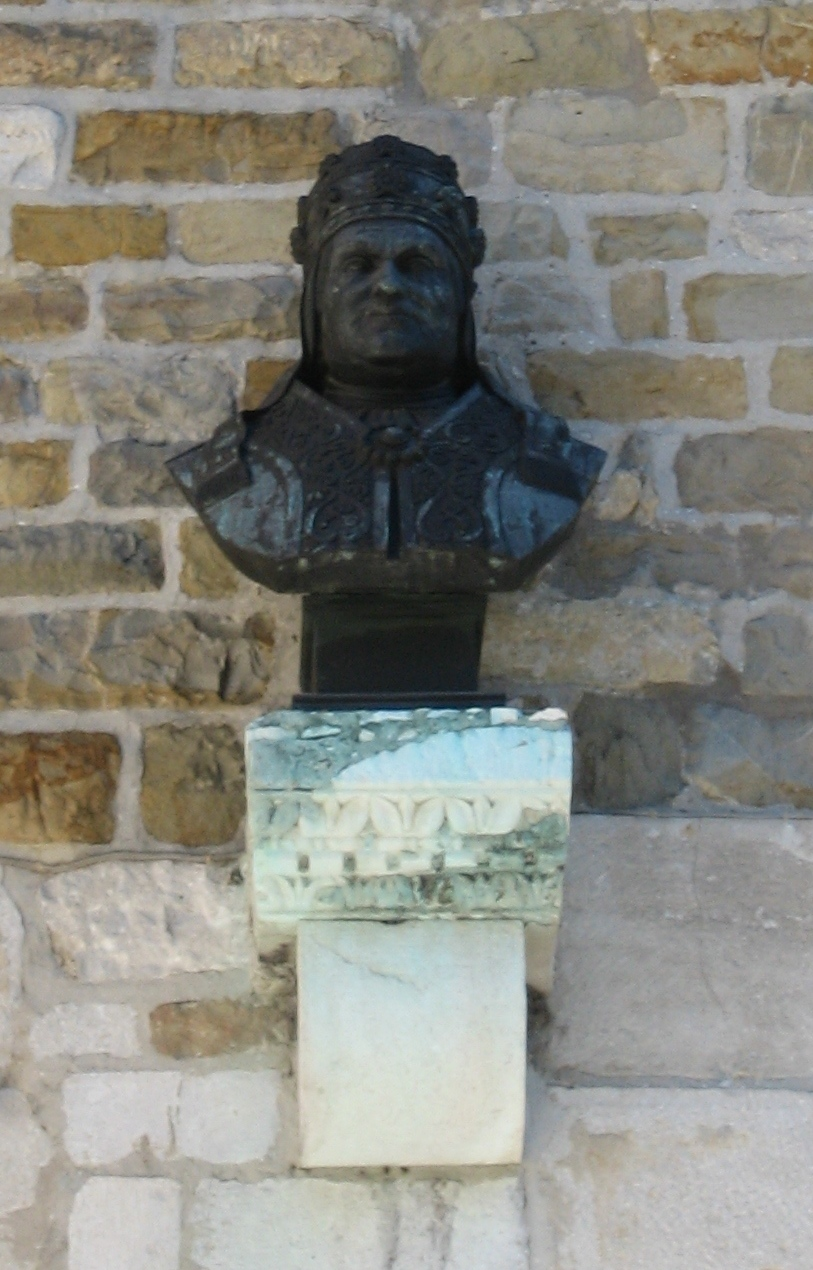
Büste von Papst Pius II. an der Kathedrale von Triest

1447 wurde Piccolomini Bischof von Triest und 1448 konnte er bei den Verhandlungen mitwirken, die zum Wiener Konkordat führten. 1449 wurde er Bischof von Siena und päpstlicher Legat in Deutschland. 1453 war er als päpstlicher Nuntius mit der Vollmacht eines Legatus de latere in Böhmen, Schlesien, Mähren, in den Staaten, Diözesen, Ländern und Orten der Kirchenprovinzen von Aquileia und Salzburg, die in den Herrschaftsgebieten der Herzöge von Österreich, Steiermark, Kärnten bestehen und zusammengehören, und als Orator eingesetzt. Nach 10 Jahren im Dienst Kaiser Friedrichs III. verließ Piccolomini im Jahr 1455 endgültig den Hof Friedrichs, um der Kurie zu dienen. Am 17. Dezember 1456 wurde er von Papst Calixt III. zum Kardinalpriester von Santa Sabina und 1457 Fürstbischof vom Ermland erhoben; als solcher betonte er nun den Primat des Papstes. Außerdem erwarb er im gleichen Jahr eine Pfründe als Propst von St. Viktor im Archidiakonat Xanten, die er bis zu seiner Papstwahl behielt. Er hat dann 1458 zugunsten seines Neffen auf die Propstei verzichtet.

### Auseinandersetzung mit der türkischen Bedrohung
Schon bevor er Papst wurde, sah Piccolomini im Erstarken der Türken die Gefahr der islamischen Expansion und rief zur Abwehr der Türken auf, die am 29. Mai 1453 Konstantinopel eroberten und Griechenland besetzt hatten. Für den Kaiser organisierte Piccolomini in schneller Folge 1454/55 drei „Türkenreichstage“, in Regensburg, in Frankfurt und in Wiener Neustadt, um die Christenheit gegen die „Türkengefahr“ zu mobilisieren. Auf dem Frankfurter Reichstag, den er als kaiserlicher Kommissar leitete, beschwor er in seiner berühmten dreistündigen Türkenrede „Constantinopolitana clades“,(Oratio de Constantinopolitana clade et de bello contra Turcos gerendo), am 15. Oktober 1454, eine Art Europa-Armee aufzubauen und führte erstmals seit der Karolinger-Zeit wieder den Begriff „Europa“ ein, wobei er zusätzlich die Bezeichnungen „Christenheit“ und „Vaterland“ verwendete. Die Frankfurter „Türkenrede“, gemäß der lateinischen Anfangsworte „Constantinopolitanae clades“ („Der Untergang Konstantinopels“) betitelt, hatte der elegante Rhetoriker bewusst nach dem antiken Vorbild von Ciceros De imperio Gnaei Pompei abgefasst und als ein brillantes humanistisches Kunststück inszeniert.

„Wenn wir die Wahrheit gestehen wollen, hat die Christenheit seit vielen Jahrhunderten keine größere Schmach erlebt als jetzt; denn in früheren Zeiten sind wir nur in Asien und Afrika, also in fremden Ländern geschlagen worden, jetzt aber wurden wir in Europa, also in unserem Vaterland, in unserem eigenen Haus, an unserem eigenen Wohnsitz aufs Schwerste getroffen.“

### Pontifikat

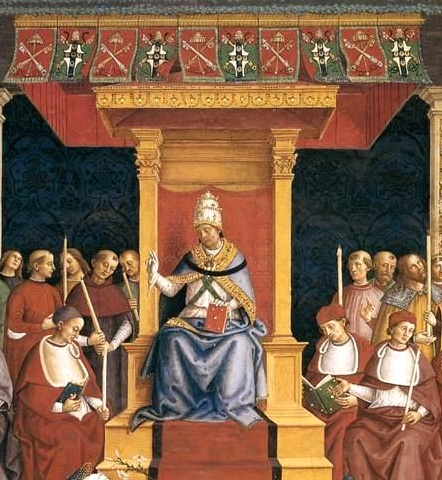
Papst Pius II. unter einem Baldachin, geschmückt mit seinem Wappen; Fresko von Pinturicchio

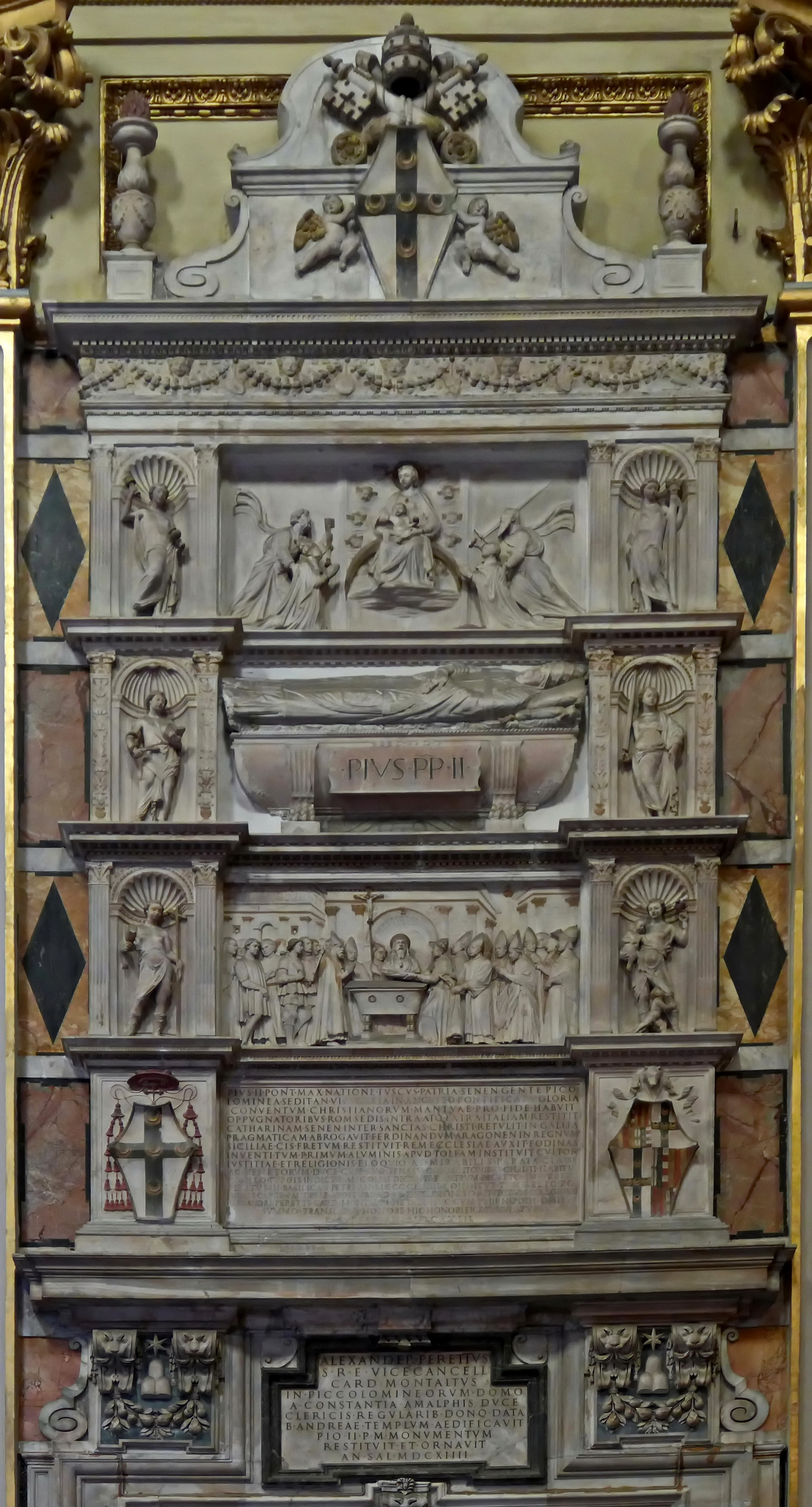
Grabmonument für Papst Pius II. in der Kirche Sant’Andrea della Valle

Am 19. August 1458 wurde Enea Silvio Piccolomini in einem dreitägigen Konklave in Rom zum Papst gewählt und am 3. September inthronisiert. In seinen Memoiren erinnerte sich Pius II. mit Abscheu an das abgekartete Spiel im Konklave. Die Wahl seines Papstnamens gilt als Anspielung auf den pio Enea, den „frommen Äneas“, von Vergil.
In seinem Pontifikat blieb für Piccolomini die weiterhin ungelöste „Türkenfrage“ drängend.
Als Papst berief er im Jahr 1459 das Konzil von Mantua ein, um einen Krieg gegen die Osmanen zu organisieren. Der 1459 nach Mantua einberufene Kongress wurde nur schwach besucht und machte laut Helmrath klar, dass die Fürsten die Türkenabwehr als Propagandamittel bzw. bereits als Spielstein einer neuen „Realpolitik“ nutzten.
Trotz entsprechender Maßnahmen (Fürstenkongress in Mantua, 1459; Verfassen einer „Epistula ad Mahumetem“, 1460; Kreuzzugsbulle, 1463) konnte er keinen Heereszug zur „Befreiung von Konstantinopel“ und Zurückdrängung der Türken auf dem Balkan erreichen. Da entschloss sich der schwerkranke Papst, sich selbst an die Spitze eines „Türkenkreuzzugs“ zu stellen, und begab sich zu diesem Zweck nach Ancona, wo er starb.
Als Papst war Piccolomini nun ein entschiedener Verfechter des Papalismus und kämpfte für die Entscheidungsgewalt des Papstes in allen kirchlichen und weltlichen Belangen. So erließ er nur vier Tage nach dem Kongress von Mantua am 18. Januar 1460 die Bulle Execrabilis,  die eine Appellation an ein allgemeines Konzil gegen den Papst mit der Exkommunikation belegte. Damit war dem Konziliarismus ein wichtiges Instrument aus der Hand genommen.
Hatte man bisher nur die Macht des Christentums in Europa im Blick, so bahnte sich nun die Säkularisierung an, was Piccolomini lange vor seinem Papstamt bewusst war. Dies hat ihn sehr besorgt, denn er wollte die alte päpstliche Machtfülle wiederherstellen.
Seine Politik gegenüber dem Reich blieb kaiserverbunden und geriet in den Jahren nach 1460 in einen Tripelkonflikt mit dem Mainzer Erzbischof Diether von Isenburg (Mainzer Stiftsfehde), Herzog Sigmund von Tirol (wegen der Gefangennahme des Bischofs von Brixen) und dem böhmisch-hussitischen König Georg Podiebrad.  Durch seine Verwicklung in den „Brixner Streit“ des Philosophen und Kardinals Nikolaus von Kues entfremdete er sich von der Öffentlichkeit in Deutschland.
Um Macht ging es auch in der Auseinandersetzung mit Georg von Podiebrad, dem König von Böhmen. Der vorgeschlagene Staatenbund-Plan Podiebrads und die Verweigerung des Obedienzeides bescherten ihm einen großen Streit, wobei der Jurist Gregor Heimburg mehrfach als polemischer Verteidiger auftrat, der aber schließlich zum Kirchenbann und zur Absetzung Podiebrads führte.
Er gilt als einer der ersten Päpste, die den Nepotismus, d. h. die auf die eigene Familie und Anhängerschaft konzentrierte Politik der Pfründen, Privilegien und sonstiger ertragreicher Begünstigungen, unverhohlen praktizierten. Seine Begünstigung nahe stehender Verwandter rechtfertigte er mit der pietas antiken Verständnisses, die als Fürsorge für die Götter und die Familie galt.
Pius II. baute seine Geburtsstadt Corsignano zur idealen Renaissancestadt um, die er nach sich selbst Pienza nannte. Darüber hinaus war er der Stifter der 1460 gegründeten Universität Basel. für die er in Mantua am 12. November 1459 die päpstliche Stiftungsbulle ausgefertigte.

### Tod
Pius II. starb am 14. August 1464 in Ancona. Er hatte dort versucht, ein Heer gegen die Türken aufzustellen. Seine sterblichen Überreste wurden zuerst im Petersdom beigesetzt, 1614 in die römische Kirche Sant’Andrea della Valle überführt. Sein Herz wurde im Dom San Ciriaco in Ancona bestattet. Die Fresken von Pinturicchio in der Piccolomini-Bibliothek im Dom von Siena zeigen bedeutende Stationen des Lebensweges Pius’ II.

## Rezeption

### Biographien
Jahrzehntelang war die dreibändige Biographie zu Pius II. von Georg Voigt die einzige umfassende gewesen. Erst 2013 kam durch Volker Reinhardt eine neue Biographie zu diesem Papst heraus, obgleich es zu ihm eine umfangreiche Spezialforschung gegeben hatte.

### Filme
In dem deutsch-kanadischen Historienfilm Das Konklave (2006) werden die Umstände, die zur Wahl von Pius II. führten, aus der Sicht des damals noch jungen Rodrigo Borgia, des späteren Papstes Alexander VI., erzählt.

## Veröffentlichungen

### Überblick
Als Schriftsteller hinterließ Piccolomini ein gewaltiges Œuvre, das in mehreren Genres innovativ war; von keinem anderen Gelehrten des 15. Jahrhunderts sind so viele Textzeugnisse überliefert wie von ihm. Seine historio-, bio- und geographischen Beobachtungen und Traktate ebenso wie die höfischen und kurialen Gravamina sind überaus wertvolle Quellen für die Nachwelt, wie die erwähnte Beobachtung vom Frankfurter Reichstag zur Entstehung der Gutenbergbibel 1454 zeigt.
In einem Brief vom 12. März 1455 berichtete dem Kardinal Juan de Carvajal der damalige Sekretär und Rat Kaiser Friedrichs III., Enea Silvio Piccolomini, vom ersten Bibeldruck. Mitarbeit an der Schedel’schen Weltchronik: In der lateinischen Ausgabe finden sich dreißig Seiten über Italien, die in der deutschen Ausgabe fehlen, weswegen die deutsche Ausgabe um das ebendies kürzer ist. Vergleiche hierzu: „Nota einen Zusatz“ auf Seite 283 (CCLXXXIII) der Chronik.
In seinen Hauptwerken Asien und Europa, die er mit einer umfassend angelegten Kosmographie ausstattete, stellte er sein umfangreiches Wissen unter Beweis. Seine Schrift Asien vollendete er als Papst, seinem zweiten Hauptwerk Europa fehlte nur noch die letzte Durchsicht. In beiden Werken behandelte er die Geographie, die Sitten der Völker, die weltliche und kirchliche Geschichte sowie die wirtschaftlichen und sozialen Besonderheiten. Er bezog auch das Byzantinische Reich in sein Europa mit ein. Damit hatte Enea als erster den Kontinent Europa mit ausführlichen inhaltlichen Darstellungen beschrieben. Die klassischen kosmographisch gestützten Werke nutzte Kolumbus bei der Planung seiner Reisen. Seine Werke wurden alsbald gedruckt und in vielen Ausgaben verbreitet.
Daneben fertigte er auch humanistische Schriften an, wie sein Buch Pentalogus de rebus ecclesiae et imperii (etwa: „Ein Gespräch zu fünft über die Dinge von Kirche und Staat“). Darin forderte er den König (Friedrich) 1443 zum entschiedenen Eingreifen auf, um die Einheit der Kirche wiederherzustellen und verlangte ein neues Konzil.

### Liste seiner Schriften
- De duobus amantibus. Johann Schilling (Solidi), Basel um 1473–1474 (Digitalisat)
- Epistolae familiares. Johannes de Westfalia, Löwen 1483 (Digitalisat)
- Commentarii rerum memorabilium que temporibus suis contigerunt (deutsch: „Denkwürdigkeiten aus seinem Leben“)[31][32]
- Commentarii rerum memorabilium. [Rom 1584]. Hrsg. von Margret Meserve. London o. J.
- Historia Friderici III. sive Historia Austrialis.
- Oratio habita Basileae pro loco deligendo ad Oecumenicum Concilium cum Graecis celebrandum.[33]
- Commentarii de gestis Concilii Basiliensis
- Historia Bohemica
- De ritu, situ, moribus et conditione Germaniae (Digitalisat)
- Historia de duobus amantibus (De Euryalo et Lucretia) (Liebesgeschichte von Euryalus und Lucretia; Novelle)
- Chrysis (Komödie im Stil von Plautus)
- Epistula ad Mahumetem. Ulrich Zell, Köln um 1469–72 (Digitalisat)
- Asien
- Europa
- Cosmographia[34]
- Oratio de bello contra Turcos gerendo facta in conventu Mantuano a. 1459.[17]
- Zahlreiche Briefe an bedeutende Persönlichkeiten

### Textausgaben und Übersetzungen
- Ibolya Bellus, Iván Boronkai (Hrsg.): Pii Secundi pontificis maximi commentarii. 2 Bände. Balassi Kaidó, Budapest 1993–1994, ISBN 963-7873-53-8 (kritische Edition)
- Frédéric Duval (Hrsg.): Eneas Silvius Piccolomini: Œuvres érotiques. Cinthia, Historia de duobus amantibus avec L'ystoire de Eurialus et Lucresse d'Octovien de Saint-Gelais (avant 1489), De remedio amoris. Brepols, Turnhout 2003, ISBN 2-503-51309-3 (Edition mit französischer Übersetzung)
- Jean-Louis Charlet (Hrsg.): Enea Silvio Piccolomini: Chrysis. Champion, Paris 2006, ISBN 2-7453-1343-6 (lateinischer Text, französische Übersetzung und Kommentar)
- Reinhold F. Glei, Markus Köhler (Hrsg.): Pius II. Papa: Epistola ad Mahumetem. Einleitung, kritische Edition, Übersetzung. Wissenschaftlicher Verlag Trier, Trier 2001, ISBN 3-88476-444-6
- Klaus Wolf, Jonas Göhler (Hrsg.): Papst Pius II. an Sultan Mehmet II. Die Übersetzung der Epistola ad Mahumetem durch Michael Christan. De Gruyter, Berlin 2016, ISBN 978-3-11-035768-4 (kritische Edition einer frühneuhochdeutschen Übersetzung des Briefs aus dem 15. Jahrhundert)
- Adrian van Heck (Hrsg.): Enee Silvii Piccolominei epistolarium seculare complectens De duobus amantibus, De naturis equorum, De curialium miseriis. Biblioteca Apostolica Vaticana, Città del Vaticano 2007, ISBN 978-88-210-0824-5 (kritische Edition, enthält 203 Briefe)
- Denys Hay, Wilfrid Kirk Smith (Hrsg.): Aeneas Sylvius Piccolominus (Pius II): De gestis concilii Basiliensis commentariorum libri II. 2., verbesserte Auflage. Clarendon Press, Oxford 1992, ISBN 0-19-822201-7 (Edition mit englischer Übersetzung)
- Domingo F. Sanz (Hrsg.): Eneas Silvio Piccolomini (papa Pío II): Descripción de Asia (= Nueva Roma, Band 34). Consejo superior de investigaciones científicas, Madrid 2010, ISBN 978-84-00-09243-6 (kritische Edition mit spanischer Übersetzung)
- Raimund Senoner, Wilhelm Baum (Hrsg.): Enea Silvio Piccolomini (Pius II): Beschreibung Asiens. Kitab, Klagenfurt/Wien 2005, ISBN 3-902005-55-6 (deutsche Übersetzung)
- Günter Frank, Paul Metzger, Albrecht Hartmann (Hrsg.): Enea Silvio Piccolomini: Europa. Verlag Regionalkultur, Heidelberg u. a. 2005, ISBN 3-89735-426-8 (deutsche Übersetzung)
- Adrian van Heck (Hrsg.): Enee Silvii Piccolominei postea Pii pp. II De Europa. Biblioteca Apostolica Vaticana, Città del Vaticano 2001, ISBN 88-210-0707-3
- Adrian van Heck (Hrsg.): Enee Silvii Piccolominei postea Pii pp. II De viris illustribus. Biblioteca Apostolica Vaticana, Città del Vaticano 1991, ISBN 88-210-0631-X (kritische Edition)
- Adrian van Heck (Hrsg.): Enee Silvii Piccolominei postea Pii pp. II carmina. Biblioteca Apostolica Vaticana, Città del Vaticano 1994, ISBN 88-210-0570-4 (kritische Edition)
- Duane R. Henderson (Hrsg.): Eneas Silvius Piccolomini: Dialogus (= Monumenta Germaniae Historica. Quellen zur Geistesgeschichte des Mittelalters, Band 27). Hahnsche Buchhandlung, Hannover 2011, ISBN 978-3-7752-1027-0 (kritische Edition)
- Joseph Hejnic, Hans Rothe (Hrsg.): Aeneas Silvius Piccolomini: Historia Bohemica. Böhlau, Köln 2005, ISBN 3-412-15404-0 (kritische Edition)
  - Band 1: Joseph Hejnic (Hrsg.): Historisch-kritische Ausgabe des lateinischen Textes (mit deutscher Übersetzung von Eugen Udolph)
  - Band 2: Václav Bok (Hrsg.): Die frühneuhochdeutsche Übersetzung (1463) des Breslauer Stadtschreibers Peter Eschenloër
  - Band 3: Jaroslav Kolár (Hrsg.): Die erste alttschechische Übersetzung (1487) des katholischen Priesters Jan Húska
- Herbert Rädle (Hrsg.): Enea Silvio Piccolomini: Euryalus und Lucretia. Reclam, Stuttgart 1993, ISBN 3-15-008869-0 (lateinischer Text der Historia de duobus amantibus mit deutscher Übersetzung)
- Joel Stanislaus Nelson (Hrsg.): Aeneae Silvii De liberorum educatione. The Catholic University of America Press, Washington (D.C.) 1940 (Edition mit Einleitung und englischer Übersetzung)
- Jürgen Sarnowsky (Hrsg.): Aeneas Silvius de Piccolomini: Österreichische Geschichte. Wissenschaftliche Buchgesellschaft, Darmstadt 2005, ISBN 3-534-14148-2 (Edition mit Übersetzung)
- Christoph Schingnitz (Hrsg.): Eneas Silvius Piccolomini: Pentalogus (= Monumenta Germaniae Historica. Staatsschriften des späteren Mittelalters, Band 8). Hahnsche Buchhandlung, Hannover 2009, ISBN 978-3-7752-0308-1 (kritische Edition mit Übersetzung)
- Maria Giovanna Fadiga (Hrsg.): Enea Silvio Piccolomini: Germania. SISMEL, Firenze 2009, ISBN 978-88-8450-354-1 (kritische Edition)
- Adolf Schmidt (Hrsg.): Aeneas Silvius: Germania, und Jakob Wimpfeling: „Responsa et replicae ad Eneam Silvium“. Böhlau, Köln 1962
- Adolf Schmidt (Übersetzer): Enea Silvio Piccolomini: Deutschland. Der Brieftraktat an Martin Mayer, und Jakob Wimpfelings „Antworten und Einwendungen gegen Enea Silvio“. Böhlau, Köln 1962
- Luigi Totaro (Hrsg.): Enea Silvio Piccolomini Papa Pio II: I commentarii. 2., erweiterte Auflage. 2 Bände. Adelphi, Milano 2008, ISBN 978-88-459-2337-1 (Edition mit italienischer Übersetzung und Kommentar)
- Martin Wagendorfer, Julia Knödler (Hrsg.): Eneas Silvius Piccolomini: Historia Austrialis (= Monumenta Germaniae Historica. Scriptores Rerum Germanicarum. Nova Series 24). 2 Teile. Hahnsche Buchhandlung, Hannover 2009, ISBN 978-3-7752-0224-4 (Rezension sehepunkte)